# Canadian Soccer League 2008
La Canadian Soccer League 2008 fue la décima primera edición de la liga de fútbol canadiense. Estuvo organizada por la Asociación Canadiense de Fútbol y participaron 11 clubes.
Al final del campeonato, los clubes que terminaron con el mejor rendimiento fueron el Trois-Rivières Attak de la división nacional con 47 puntos y 35 goles a favor, mientras que el Italia Shooters fue el más destacado en la división internacional con 42 puntos y 50 goles a favor. Sin embargo, los mejores cuatro clubes de cada división disputaron unas rondas eliminatorias para definir a los finalistas, que fueron el Trois-Rivières Attaky y Serbian White Eagles.
El partido final se disputó el 26 de octubre de 2008, en el Esther Shiner Stadium de la ciudad de North York. Durante los 90 minutos del partido ambos clubes igualaron, por lo que el campeonato se definió en los tiros desde el punto penal. Serbian White Eagles se consagraría campeón por 2-1 y lograría el campeonato nacional.
En cuanto a los premios, Daniel Nascimento del Brampton Lions fue el goleador y el jugador más valioso, Carlos Zeballos del North York Astros como mejor defensor, Rafael Carbajal del North York Astros mejor técnico e Isaac Raymond el mejor árbitro, entre otros.

## Equipos participantes
Todos los equipos participantes:

### División Nacional
| Equipo                | Ciudad         | Estadio                                    |
| --------------------- | -------------- | ------------------------------------------ |
| Trois-Rivières Attak  | Montreal       | Stade de l'UQTR                            |
| North York Astros     | North York     | Esther Shiner Stadium                      |
| Brampton Lions        | Brampton       | Victoria Park Stadium                      |
| St. Catharines Wolves | St. Catharines | Club Roma Stadium                          |
| Windsor Border Stars  | Windsor        | McHugh Park                                |
| TFC Academy           | Toronto        | KIA Toronto FC Training Ground and Academy |
| London City           | London         | Hellenic Stadium                           |

### División Internacional
| Equipo               | Ciudad    | Estadio                    |
| -------------------- | --------- | -------------------------- |
| Italia Shooters      | Maple     | St. Joan of Arc Turf Field |
| Serbian White Eagles | Etobicoke | Centennial Park Stadium    |
| Toronto Croatia      | Toronto   | Centennial Park Stadium    |
| Portugal FC          | Toronto   | Lamport Stadium            |

## Tabla general

### División Nacional
| Posición              | Equipo                | PJ | PG | PP | PE | GF | GC | GD  | Puntos |
| --------------------- | --------------------- | -- | -- | -- | -- | -- | -- | --- | ------ |
| 1                     | Trois-Rivières Attak  | 22 | 14 | 3  | 5  | 47 | 12 | +35 | 47     |
| 2                     | North York Astros     | 22 | 10 | 9  | 3  | 41 | 41 | 0   | 33     |
| 3                     | Brampton Lions        | 22 | 8  | 9  | 5  | 47 | 37 | +10 | 29     |
| 4                     | St. Catharines Wolves | 22 | 7  | 10 | 5  | 28 | 38 | -10 | 26     |
| 5                     | Windsor Border Stars  | 22 | 7  | 10 | 5  | 31 | 46 | -15 | 26     |
| 6                     | TFC Academy           | 22 | 6  | 14 | 2  | 26 | 44 | -18 | 20     |
| 7                     | London City           | 22 | 0  | 19 | 3  | 22 | 81 | -59 | 3      |
| Estadísticas finales. |                       |    |    |    |    |    |    |     |        |

 PJ = Partidos jugados; PG = Partidos ganados; PP = Partidos perdidos; PE = Partidos empatados;
GF = Goles a favor; GC = Goles en contra; GD = Goles de diferencia
| \| \| Equipos clasificados a una ronda eliminatoria \| |                                               |
|                                                        | Equipos clasificados a una ronda eliminatoria |

### División Internacional
| Posición              | Equipo               | PJ | PG | PP | PE | GF | GC | GD  | Puntos |
| --------------------- | -------------------- | -- | -- | -- | -- | -- | -- | --- | ------ |
| 1                     | Italia Shooters      | 22 | 13 | 6  | 3  | 50 | 32 | +18 | 42     |
| 2                     | Serbian White Eagles | 22 | 12 | 5  | 5  | 43 | 23 | +20 | 41     |
| 3                     | Toronto Croatia      | 22 | 11 | 6  | 5  | 40 | 35 | +5  | 38     |
| 4                     | Portugal FC          | 22 | 9  | 6  | 7  | 42 | 28 | +14 | 34     |
| Estadísticas finales. |                      |    |    |    |    |    |    |     |        |

 PJ = Partidos jugados; PG = Partidos ganados; PP = Partidos perdidos; PE = Partidos empatados;
GF = Goles a favor; GC = Goles en contra; GD = Goles de diferencia
| \| \| Equipos clasificados a una ronda eliminatoria \| |                                               |
|                                                        | Equipos clasificados a una ronda eliminatoria |

## Rondas eliminatorias

### Cuartos de final
| Fecha                 | Estadio               | Local                | Marcador | Visita                | Ref   |
| --------------------- | --------------------- | -------------------- | -------- | --------------------- | ----- |
| 11 de octubre de 2008 | UQTR                  | Trois-Rivières Attak | 2-0      | St. Catharines Wolves | [ 4 ] |
| 10 de octubre de 2008 | Hershey Centre        | Portugal FC          | 2-1      | Toronto Croatia       | [ 5 ] |
| 10 de octubre de 2008 | Esther Shiner Stadium | Italia Shooters      | 1-0      | Brampton Lions        | [ 6 ] |
| 11 de octubre de 2008 | Esther Shiner Stadium | North York Astros    | 1-2      | Serbian White Eagles  | [ 7 ] |

### Semifinales
| Fecha                 | Estadio               | Local                | Marcador | Visita               | Ref   |
| --------------------- | --------------------- | -------------------- | -------- | -------------------- | ----- |
| 18 de octubre de 2008 | UQTR                  | Trois-Rivières Attak | 7-0      | Portugal FC          | [ 8 ] |
| 17 de octubre de 2008 | Esther Shiner Stadium | Italia Shooters      | 0-3      | Serbian White Eagles | [ 9 ] |

### Final
| 26 de octubre de 2008 | Trois-Rivières Attak                                  | 2-2 (1–2 p.)               | Serbian White Eagles                                  | Esther Shiner Stadium, North York                       |                                                         |
|                       | Lesage 70' - Étienne 103'                             | Reporte                    | Braletić 61' - Viciknez 95'                           | Asistencia: 1600 espectadores Árbitro(s): Isaac Raymond | Asistencia: 1600 espectadores Árbitro(s): Isaac Raymond |
|                       |                                                       | Tiros desde el punto penal |                                                       |                                                         |                                                         |
|                       | - Di Ioia - Surprenant - Olivieri - Étienne - Uwimana |                            | - Šćepanović - Medić - Viciknez - Stojčić - Milićević |                                                         |                                                         |

## Premios
- Jugador más valioso: Daniel Nascimento, Brampton Lions[1]
- Goleador: Daniel Nascimento, Brampton Lions[1]
- Defensor del año: Carlos Zeballos, North York Astros[1]
- Rookie del año: Adrian Pena, TFC Academy[1]
- Director técnico del año: Rafael Carbajal, North York Astros[1]
- Árbitro del año: Isaac Raymond[1]
- Portero del año: Andrew Olivieri, Trois-Rivieres Attak[1]